# Sashori
Sashori (gruzinsko სასხორი) je majhna vasica zunaj  Mchete v Gruziji.